# Argiope ocyaloides
Argiope ocyaloides là một loài nhện trong họ Araneidae.
Loài này thuộc chi Argiope. Argiope ocyaloides được Ludwig Carl Christian Koch miêu tả năm 1871.